# مانیلا (کنتاکی)
مانیلا (به انگلیسی: Manila) یک منطقهٔ مسکونی در ایالات متحده آمریکا است که در شهرستان جانسون، کنتاکی واقع شده‌است. مانیلا ۲۴۲٫۰۱ متر بالاتر از سطح دریا واقع شده‌است.